# Портрет Фаддея Фёдоровича Штейнгеля
«Портрет Фаддея Фёдоровича Штейнгеля» — картина Джорджа Доу и его мастерской из Военной галереи Зимнего дворца.
Картина представляет собой погрудный портрет в профиль генерал-лейтенанта графа Фаддея Фёдоровича Штейнгеля из состава Военной галереи Зимнего дворца.
К началу Отечественной войны 1812 года генерал-лейтенант Штейнгель был генерал-губернатором Финляндии и командовал Финляндским корпусом; после начала вторжения Наполеона успешно провёл переговоры со Швецией, за что получил графский титул. В сентябре его корпус был морем переброшен к Риге и сражался в прибалтийских губерниях против корпуса маршала Макдональда. С октября 1812 года находился в составе армии генерала П. Х. Витгенштейна и был во многих сражениях с французами, отличился в бою под Чашниками и в сражении на Березине. Во время Заграничного похода 1813 года сражался в Польше и после взятия Данцига вернулся в Финляндию к исполнению генерал-губернаторских обязанностей.
Изображён на фоне Рижского порта в генеральском вицмундире, введённом для пехотных генералов 7 мая 1817 года. На шее кресты орденов Св. Георгия 3-го класса, Св. Владимира 2-й степени и Св. Анны 1-й степени с алмазами; по борту мундира крест прусского ордена Красного орла 1-го класса; справа на груди серебряная медаль «В память Отечественной войны 1812 года» на Андреевской ленте, бронзовая дворянская медаль «В память Отечественной войны 1812 года» на Владимирской ленте, звёзды орденов Св. Александра Невского и Св. Владимира 2-й степени. С тыльной стороны картины надписи: Steinheil и Geo Dawe RA pinxt. Подпись на раме: Графъ Ѳ. Ф. Штейнгель, Генералъ Лейтенантъ.

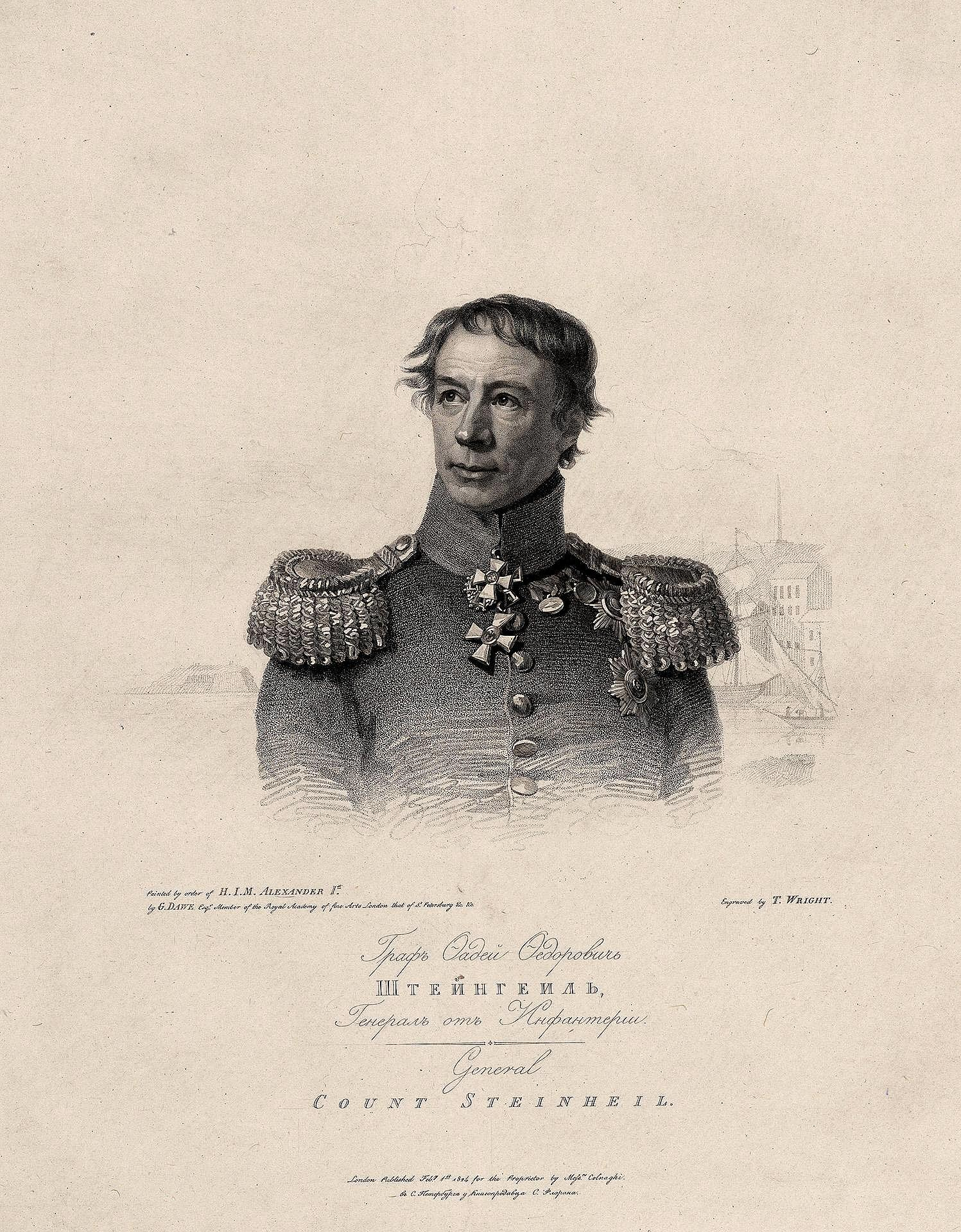
Гравюра Т. Райта, Эрмитаж

Обстоятельства заказа и создания портрета не установлены. Считается, что он был начат не раньше июня 1819 года, после приезда Доу в Россию, а закончен не позже октября 1823 года, поскольку в Лондоне фирмой Messrs Colnaghi по заказу петербургского книготорговца С. Флорана с него была сделана гравюра Т. Райта с указанием даты 1 февраля 1824 года, причём подпись на гравюре содержит ошибку в фамилии — «Штейнгейль» (при допечатке тиража ошибка была исправлена, а название гравёрной фирмы стёрто) (следует учесть, что исходная работа для создания гравюры доставлялась в Лондон морем, а навигация в Санкт-Петербурге обычно прекращалась в октябре). Отпечаток этой гравюры с ошибкой имеется в собрании Эрмитажа (китайская бумага, гравюра пунктиром, 62 × 49,5 см, инвентарный № ЭРГ-500). Готовый портрет принят в Эрмитаж 7 сентября 1825 года.
В собрании Национального музея Финляндии находится другой очень близкий вариант портрета Штейнгеля работы Доу, его основное отличие — Штейнгель изображён с чрезплечной лентой ордена Св. Александра Невского, обстоятельства его создания неизвестны.
В 1840-х годах в мастерской Карла Края по рисунку И. А. Клюквина с портрета была сделана литография, опубликованная в книге «Император Александр I и его сподвижники» и впоследствии неоднократно репродуцированная.